# Condove
Condove (Condòve in piemontese, Coundove in francoprovenzale, Condoue in francese) è un comune italiano di 4 401 abitanti della città metropolitana di Torino in Piemonte.

## Geografia fisica
Condove si trova in Val di Susa.
Il suo territorio, di circa 72 chilometri quadrati per il 94% montano, è caratterizzato da ben 77 frazioni montane, che si inerpicano in ampie valli laterali sulla sinistra orografica della Val di Susa. Il territorio comunale è quasi del tutto compreso nei bacini idrografici dei torrenti Gravio e Sessi, e raggiunge il suo punto più elevato sulla vetta della Punta Lunella (2.772 m s.l.m.)

## Storia

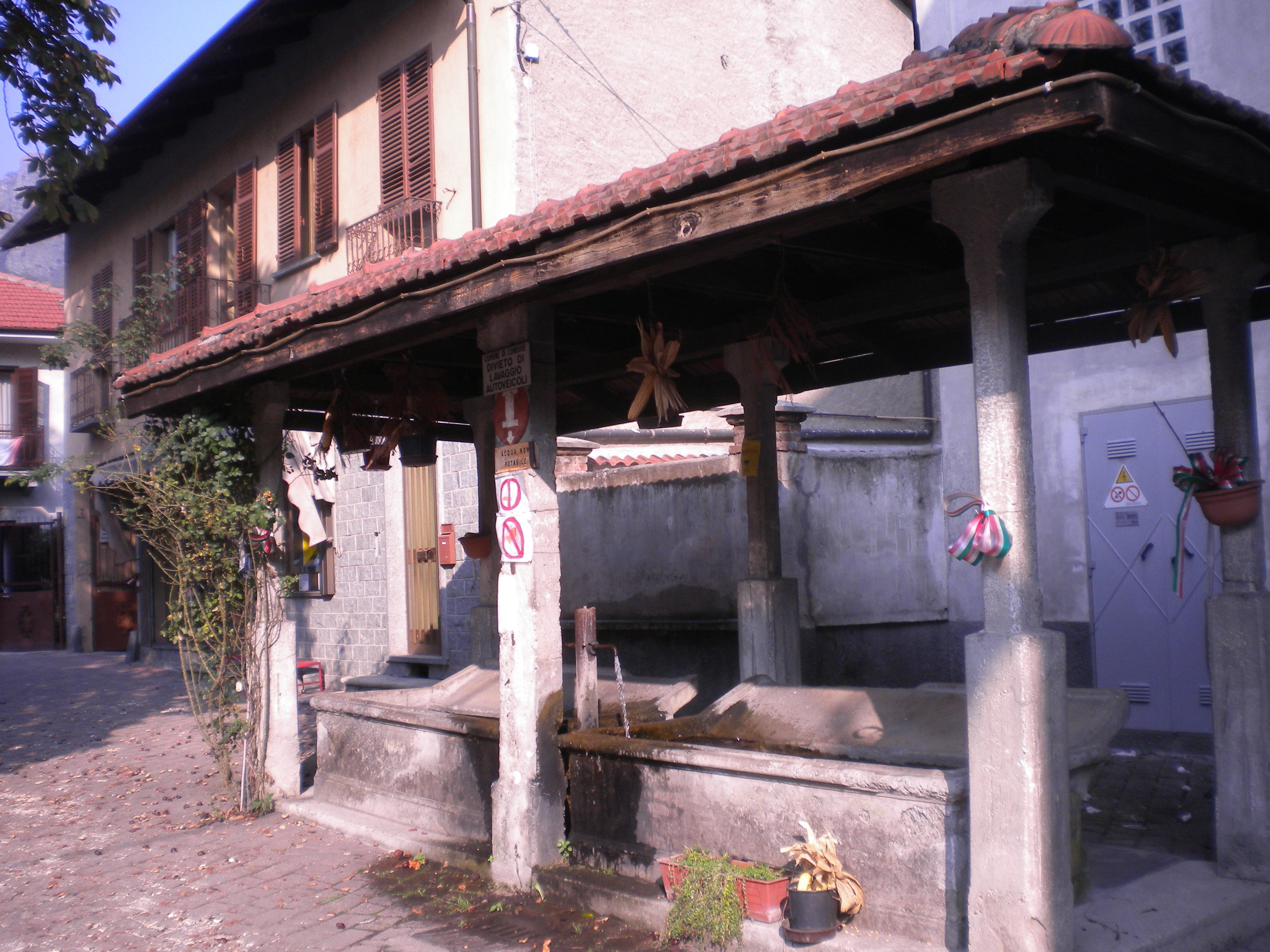
Antico Lavatoio di Piazza Gaspare Bugnone

Nel 1936 il comune di Condove incorporò i due preesistenti comuni montani di Mocchie e Frassinere, che ne divennero frazioni, 
con provvedimento pubblicato sulla Gazzetta Ufficiale del 23 giugno 1936.
La popolazione di Condove, situata nel fondovalle, fu per lungo tempo minore di quella delle due attuali frazioni, entrambe situate a mezzacosta sul versante solatio della valle.
La popolazione dei tre comuni, nei censimenti dell'Italia post-unitaria, era così distribuita:
| Anno | Condove | Frassinere | Mocchie |
| ---- | ------- | ---------- | ------- |
| 1861 | 972     | 1546       | 2410    |
| 1871 | 1102    | 1700       | 2595    |
| 1881 | 1117    | 1817       | 2811    |
| 1901 | 1266    | 1729       | 2611    |
| 1911 | 2571    | 1565       | 2564    |
| 1921 | 2708    | 1562       | 2272    |
| 1931 | 2411    | 1251       | 2002    |
| 1936 | 2469    | 1114       | 1903    |

L'unione avvenne su richiesta dei tre comuni interessati, i quali però ottemperarono in questo modo ad un suggerimento della prefettura. Non furono estranee all'annessione a Condove le pesanti difficoltà economiche nelle quali si trovavano al tempo le amministrazioni di Mocchie e di Frassinere, dovute in particolare alle spese sostenute per la costruzione della strada che ancora oggi ne collega i loro territori con il fondovalle. Il comune di Condove era invece a quel tempo più florido grazie alla recente industrializzazione del territorio di fondovalle e poté accollarsi i debiti delle altre due amministrazioni.
Fra gli eventi più significativi del XX secolo figura infatti la costruzione degli stabilimenti della Società Anonima Bauchiero, poi Officine Moncenisio, che incisero profondamento sul paesaggio urbano e sociale dell'abitato.
Condove è citata nel Libro Cuore di Edmondo De Amicis e di riflesso appare nelle opere annesse, tra cui l'anime giapponese Cuore.

### Simboli
Lo stemma comunale si può blasonare:
Il gonfalone è un drappo di azzurro.

### Onorificenze

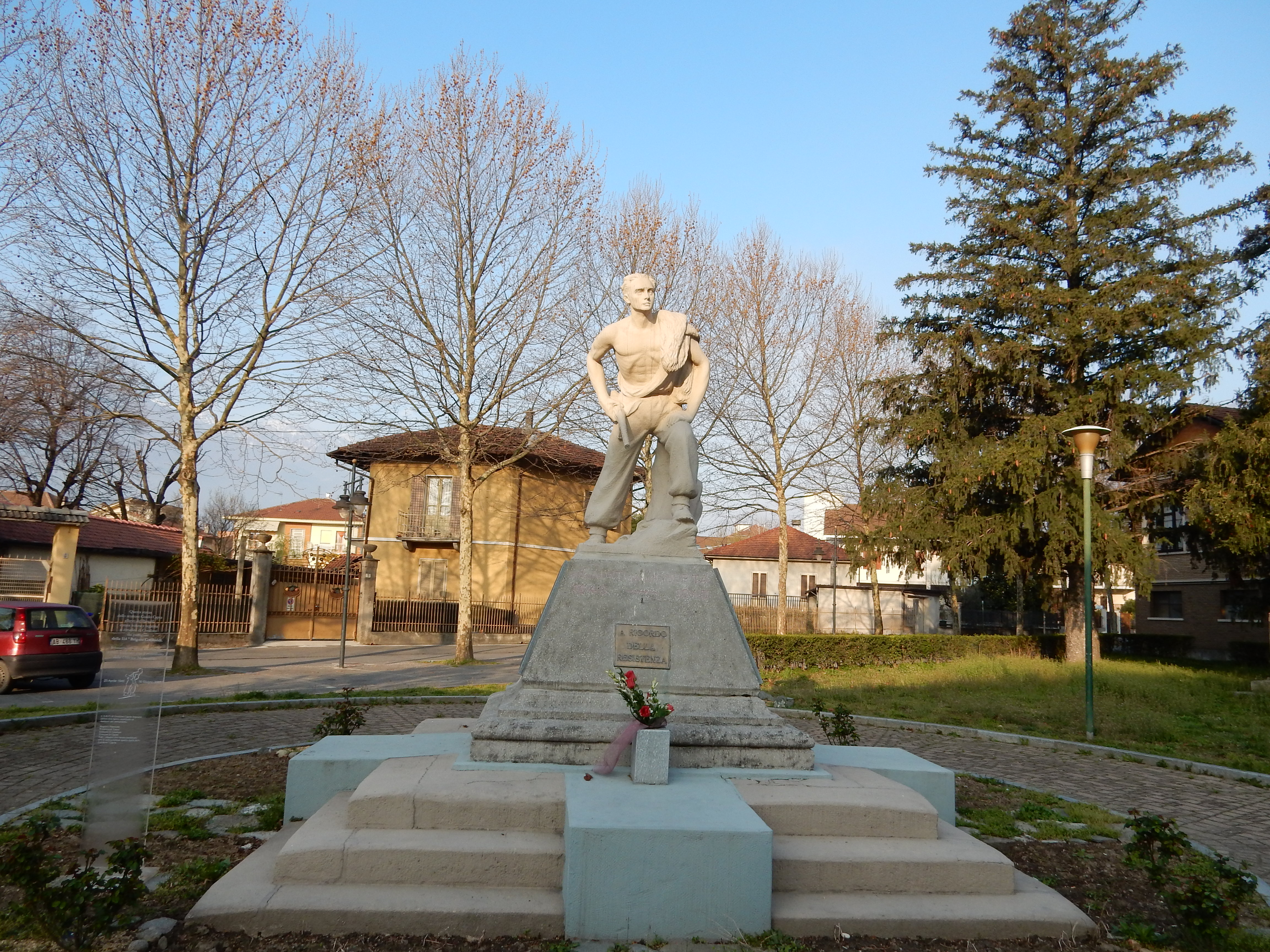
Monumento alla Resistenza

## Monumenti e luoghi d'interesse

### Architetture militari
- Castello del Conte Verde, anche noto come "Castellazzo".

### Via Francigena
Per Condove passa la variante sulla riva sinistra della Dora Riparia della Via Francigena, proveniente dal Moncenisio e dal Monginevro e dalla città di Susa.

## Società

### Evoluzione demografica
Abitanti censiti

### Etnie e minoranze straniere
Secondo i dati Istat al 31 dicembre 2017, i cittadini stranieri residenti a Condove sono 218, così suddivisi per nazionalità, elencando per le presenze più significative:
1. Romania, 138
2. Marocco, 36

## Amministrazione

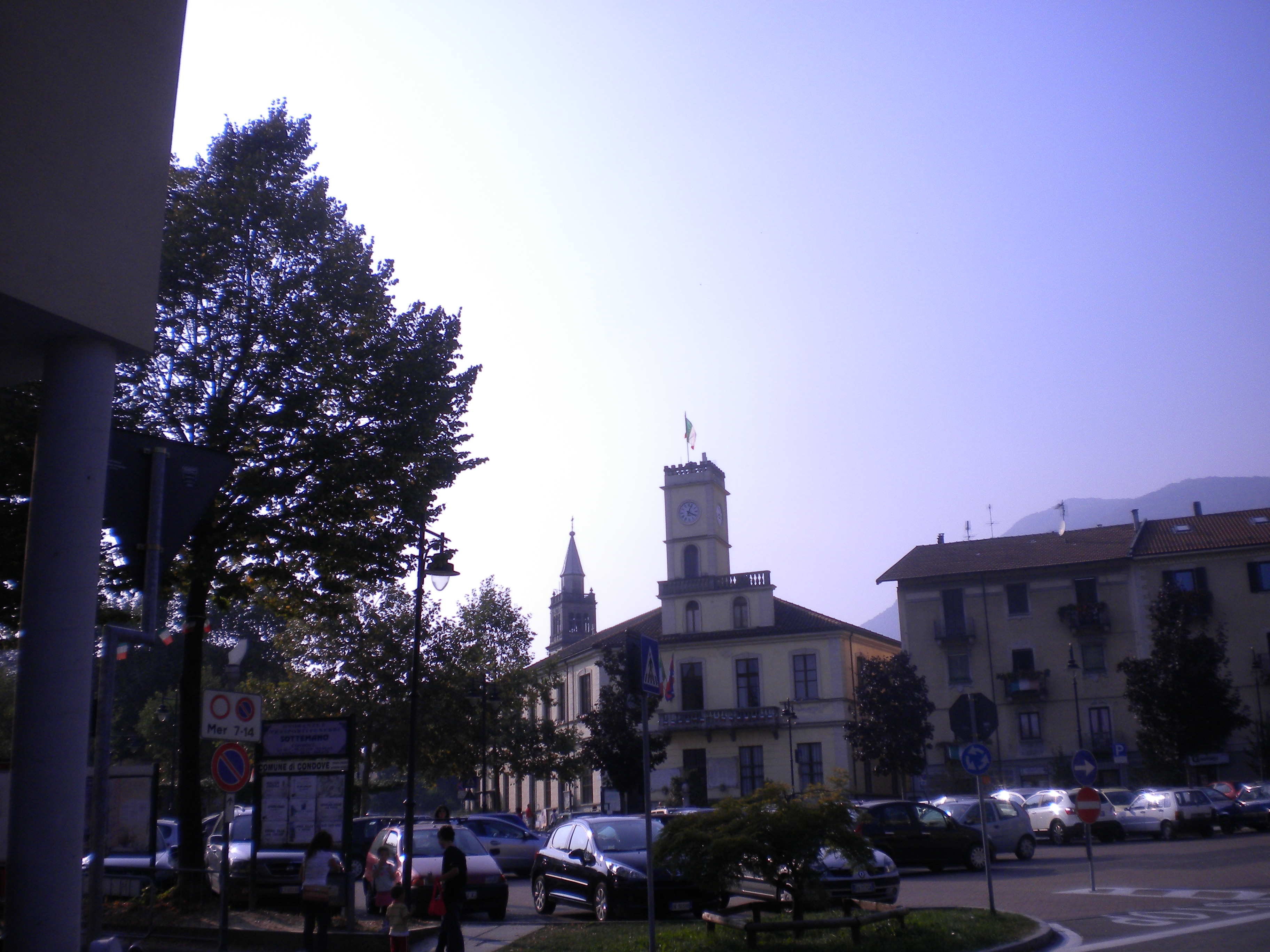
Vista della Piazza con Municipio

| Periodo | Periodo   | Primo cittadino    | Partito                        | Carica  | Note |
| ------- | --------- | ------------------ | ------------------------------ | ------- | ---- |
| 1975    | 1995      | Massimo Maffiodo   | lista civica                   | Sindaco |      |
| 1995    | 2004      | Giuseppina Canuto  | lista civica                   | Sindaco |      |
| 2004    | 2009      | Barbara Debernardi | lista civica                   | Sindaco |      |
| 2009    | 2014      | Piero Listello     | lista civica                   | Sindaco |      |
| 2014    | 2019      | Emanuela Sarti     | lista civica                   | Sindaco |      |
| 2019    | in carica | Jacopo Suppo       | lista civica Condove in comune | Sindaco |      |

### Altre informazioni amministrative
Il comune faceva parte della Comunità Montana Valle Susa e Val Sangone.